# 콜로라도 사막

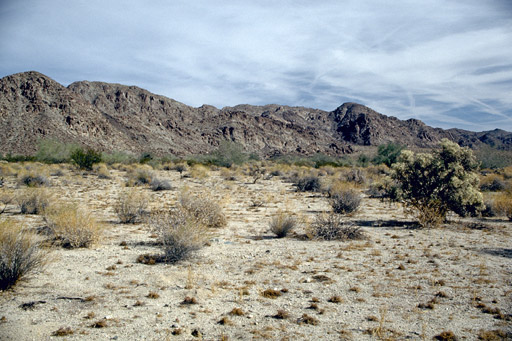

콜로라도 사막(Colorado Desert)은 미국 캘리포니아 남동부에서 멕시코 바하칼리포르니아주 북동부에 걸쳐 펼쳐진 사막이다. 면적은 약 28,000 km2이다. 수많은 고유한 식물상과 동물상의 고향이다.

## 저명한 공원
- 조슈아트리 국립공원

## 같이 보기
- 치와와 사막